# Heisteria skutchii
Heisteria skutchii är en tvåhjärtbladig växtart som beskrevs av Herman Otto Sleumer. Heisteria skutchii ingår i släktet Heisteria och familjen Erythropalaceae. Inga underarter finns listade i Catalogue of Life.